# ستاره فشرده
در علم اخترشناسی، عبارت ستارهٔ فشرده (بعضی وقت‌ها جسم فشرده) (به انگلیسی: Compact star) به منظور اشاره گروهی به کوتوله‌های سفید، ستاره‌های نوترونی، ستاره‌های غیرعادی و چگال دیگر و سیاه‌چاله‌ها استفاده می‌شود.
بیشتر ستاره‌های فشرده نقطهٔ پایان فرگشت ستاره‌ای هستند و به همین دلیل اغلب به عنوان بقایای ستاره‌ای معرفی می‌شوند؛ شکل بقایا در مرتبهٔ نخست به جرم ستاره در زمانی که تشکیل شده‌است بستگی دارد. این اجسام همگی نسبت به جرم خود دارای حجم کوچکی هستند که این موضوع چگالی زیادی به آن‌ها می‌بخشد. عبارت ستارهٔ فشرده اغلب زمانی استفاده می‌شود که طبیعت دقیق ستاره نامعلوم است، اما شواهد نشان می‌دهد که این ستاره، بسیار سنگین و دارای شعاعی کوچک است، به همین خاطر یکی از دسته‌های مذکور در بالا را می‌رساند. یک ستاره فشردهٔ که یک سیاه‌چاله نیست، ممکن است یک ستارۀ نامتعارف لقب داده شود.

## ستاره‌های فشرده نقطهٔ پایان تحولات ستاره‌ای
پایان عادی تکامل ستاره‌ای تشکیل یک ستارهٔ فشرده است. اتم‌های هیدروژن، تحت فشار فوق‌العادهٔ نیروی جاذبهٔ یک ستاره، فرآیند همجوشی هسته‌ای را طی می‌کنند که باعث کاهش جرم و حجم ستاره می‌شود. در اقدامی برای خنک‌کردن خود، ستاره انرژی را به شکل درخشش سطح، از خود ساطع می‌کند. این از دست‌رفتگی جرم و انرژی موجب کاهش انرژی پتانسیل گرانشی می‌شود. اندازهٔ ستاره کاهش می‌یابد و ستاره افزایش نیروی گرانشی به سمت داخل را که ابتدا موجب همجوشی هسته‌ای شده بود، ادامه می‌دهد. این چرخه تا زمانی ادامه پیدا می‌کند که فشار گاز بخش‌های داخلی دیگر توان تحمل وزن ستاره را نداشته باشد. ستاره در فرآیندی معروف به مرگ ستاره‌ای به حالتی بسیار چگالی‌تر، ستاره‌ای فشرده فرو می‌پاشد. ستاره فشرده هیچ‌گونه تولید داخلی انرژی ندارد، اما ممکن است تا میلیون‌ها سال به تابش خود با گرمای اضافی باقی حاصل از فروپاشی ادامه دهد.

## دورهٔ عمر
هرچند شاید ستارگان فشرده تابش‌هایی از خود داشته باشند، و به همین ترتیب خنک‌شده و انرژی از دست بدهند، اما آن‌ها بر خلاف ستارگان عادی وابسته به دماهای بالا برای حفظ ساختار خود نیستند. آن‌ها می‌توانند تقریباً تا ابد وجود خود را حفظ کنند مگر اینکه دچار تعرضات بیرونی و فرسودگی باریونی شوند. سیاه‌چاله‌ها اما، به‌طور کلی اعتقاد بر این است که نهایتاً به خاطر تابش هاوکینگ پس از تریلیون‌ها سال محو خواهند شد. بر طبق مدل‌های استاندارد کنونی‌مان از کیهان‌شناسی فیزیکی، تمامی ستارگان در پایان تدریجاً به ستارگان فشردهٔ سرد و تاریکی مبدل خواهند شد، تا زمانی که جهان اصطلاحا به دورهٔ منحط در آینده‌ای بسیار دور وارد شود.
گونهٔ گسترده‌تر تعریف اجسام فشرده اغلب شامل اجسام جامد کوچک‌تر نظیر سیارات، سیارک‌ها، و ستاره‌های دنباله‌دار می‌شود. گونه‌های قابل توجهی از ستارگان و دیگر خوشه‌هایی از مواد داغ وجود دارند، اما بر طبق نظریهٔ ترمودینامیک، همهٔ اجرام جهان بایستی در نهایت به شکل‌هایی از جسم فشرده ختم شوند.

## کوتوله‌های سفید

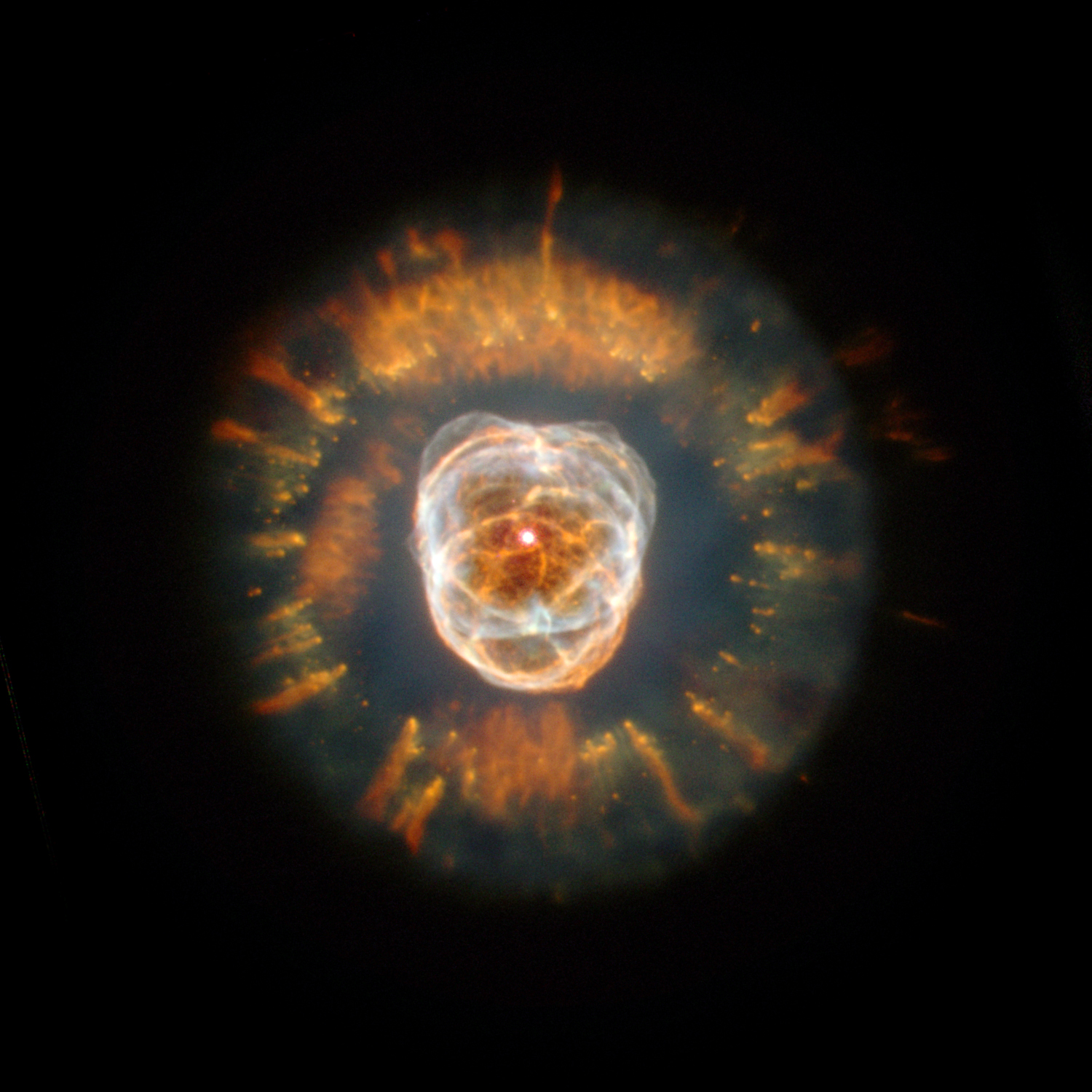
سحابی اسکیمو توسط کوتولهٔ سفید مرکزش روشن گشته است.

ستارگان ملقب به کوتوله‌های منحط یا متداولا، کوتوله‌های سفید عمدتا از جرم منحط تشکیل یافته‌اند—به‌طور معمول هسته‌های کربن و اکسیژن در دریایی از الکترون‌های منحط. کوتوله‌های سفید از هسته‌های ستارگان رشته اصلی به وجود می‌آیند و به همین خاطر زمانی که ایجاد می‌شوند بسیار داغ هستند. آن‌ها در طی خنک شدن سرخ و کم نور می‌شوند تا زمانی که در نهایت به صورت کوتوله‌های سیاه در آیند. کوتوله‌های سفید در قرن ۱۹ ام مشاهده شدند، اما چگالی و فشار زیادی که دارا بودند تا سال ۱۹۲۰ بدون توضیح باقی ماند.
معادلهٔ حالت برای جرم منحط «نرم» است، یعنی اضافه کردن جرم بیشتر مسبب جسمی کوچکتر خواهد شد. با ادامه دادن افزودن جرم به چیزی که اکنون یک کوتولهٔ سفید است، جسم فشرده و چگالی مرکزی بسیار بیشتر می‌گردد، به همراه انرژی‌های بالای الکترون‌های منحط. شعاع ستاره اکنون فقط به چندهزار کیلومتر کاهش یافته‌است، و جرم در حال نزدیک شدن به حد نظری بالای جرم یک کوتولهٔ سفید، حد چاندراسخار، حدودا ۱٫۴ برابر جرم خورشید است (M☉).
اگر ما می‌توانستیم از هستهٔ کوتولهٔ سفیدمان جرم برداریم و آهسته شروع به فشردن آن کنیم، ابتدا الکترون‌ها را می‌بینیم که مجبور به آمیزش با هسته‌ها می‌شوند و پروتون هایشان را توسط فرسودگی معکوس بتا به نوترون‌ها تبدیل می‌نمایند. تعادل به سمت سنگین تر، هسته‌های غنی تر از لحاظ نوترون انتقال می‌یابد که در چگالی‌های معمولی پایدار نیست. با افزایش چگالی، این هسته‌ها هنوز بزرگتر گشته و کمتر خوب پیوند یافته‌اند. در یک چگالی بحرانی حدود ۴·1014 kg/m³، به نام خط سرریزی نوترون، هسته اتم تمایل می‌یابد تا به پروتون‌ها و نوترون‌ها تفکیک شود. در نهایت ما به نقطه‌ای می‌رسیم که جرم برپایهٔ (~۲·1017 kg/m³) جرم یک هسته اتم است. در این نقطه جرم عمدتا نوترون‌های آزاد، با مقدار اندکی از پروتون‌ها و الکترون هاست.

## ستارگان نوترونی

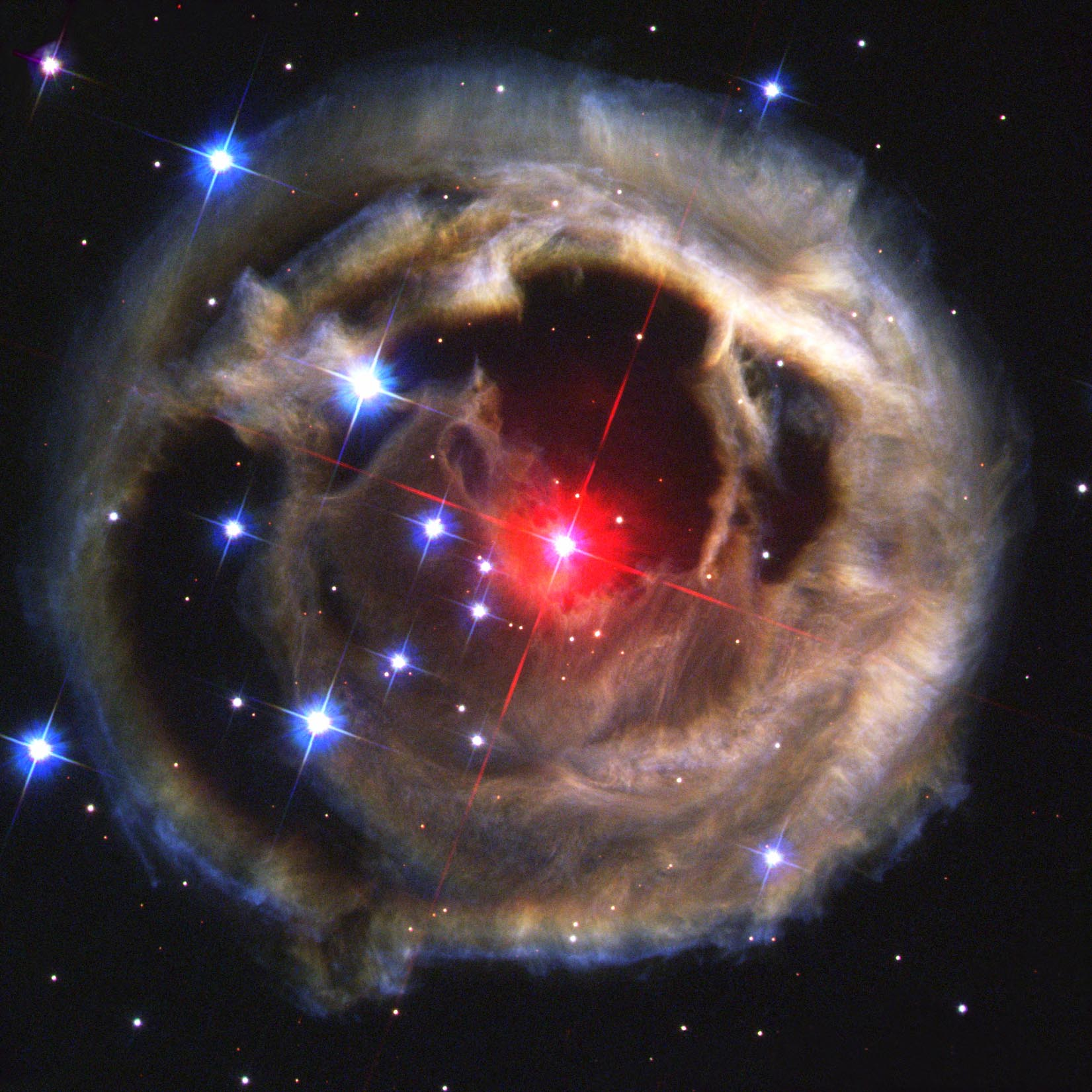
سحابی خرچنگ که بقایای یک ابرنواختر است شامل تپ اختر خرچنگ، یک ستاره نوترونی.

در ستاره‌های دوتایی معینی شامل یک کوتولهٔ سفید، جرم از ستارهٔ همراه بر روی کوتولهٔ سفید انتقال می‌یابد و نهایتاً به سمت حد چاندراسخار می‌کشاند. الکترون‌ها به منظور ایجاد نوترون‌ها، با پروتون‌ها واکنش داده و در نتیجه دیگر فشار لازم را برای مقاومت در برابر جاذبه فراهم نمی‌آورند که این، فروریختن ستاره را به دنبال دارد. اگر مرکز ستاره غالبا از کربن و اکسیژن تشکیل یافته باشد آنگاه این فروریختگی گرانشی، همجوشی خارج از کنترل کربن و اکسیژن را جرقه خواهد زد و موجب پدید ابرنواختر نوع la می‌گردد که در آن ستاره تماما از هم منفجر می‌شود، قبل از این که فروریختگی غیرقابل بازگشت شود. اگر مرکز ستاره بیشتر از منیزیم یا عناصر سنگین تر تشکیل یافته باشد، فروریختگی ادامه می‌یابد. با افزایش بیشتر چگالی، الکترون‌های باقی‌مانده با پروتون‌ها واکنش داده تا نوترون‌های بیشتری تولید شوند. فروریختگی ادامه می‌یابد تا زمانی که (در چگالی بالاتر) نوترون‌ها منحط گردند. یک تعادل جدید پس از اینکه ستاره به میزان توان سه از پایهٔ ده، به شعاعی بین ۱۰ تا ۲۰ کیلومتر فشرده شود ممکن است. این یک ستارهٔ نوترونی است.
هرچند اولین ستارهٔ نوترونی تا سال ۱۹۶۷ - زمانی که اولین تپ اختر رادیویی کشف شد - مشاهده نگشت، اما ستارگان نوترونی توسط باده و زویکی در سال ۱۹۳۳ مطرح شدند، فقط یک سال پس از آنکه نوترون در سال ۱۹۳۲ کشف شد. آن‌ها به این پی بردند که چون ستارگان نوترونی بسیار چگال هستند، فروریختن یک ستاره معمولی به یک ستاره نوترونی مقدار عظیمی از انرژی پتانسیل گرانشی را آزاد خواهد کرد که توضیح احتمالی را برای ابرنواختر فراهم می‌آورد. این توضیح ابرنواخترهای نوع lc، lb و ll است. این گونه ابرنواختر زمانی که هسته آهنی یک ستاره سنگین از حد چاندراسخار بگذرد رخ می‌دهد و به ستاره‌ای نوترونی فرو می‌ریزد.
همانند الکترون‌ها، نوترون‌ها از فرمیون‌ها به حساب می‌آیند. آن‌ها به همین خاطر فشار انحطاط نوترونی را فراهم می‌آورند تا از ستاره نوترونی در برابر فروریزش نگاهداری کنند. علاوه بر این، کنش‌های تدافعی نوترون – نوترون فشار اضافه فراهم می‌آورد. همانند حد چاندراسخار برای کوتوله‌های سفید، یک حد جرمی برای ستارگان نوترونی وجود دارد: حد تولمان–اپنهیمر–ولکف، که این نیروها دیگر برای پابرجا نگه داشتن ستاره کافی نیستند. به دلیل اینکه نیروهای موجود در جرم چگال هادرونی به خوبی شناخته نشده‌اند، این حد به‌طور دقیق نامعلوم است ولی حدس زده می‌شود که بین ۲ تا ۳ برابر جرم خورشید (M☉) باشد. اگر جرم بیشتری بر روی ستارهٔ نوترونی افزوده شود، نهایتاً به این حد جرمی خواهد رسانده خواهد شد. اینکه بعد از آن چه اتفاقی می‌افتد کاملاً واضح نیست.

## اجسام فشرده نسبی و اصل کلی عدم قطعیت (GUP)
بر پایه اصل کلی عدم قطعیت (GUP)، که با دستیابی به جاذبهٔ کوانتومی نظیر نظریه‌های ریسمان و نسبیت خاص مضاعف مطرح شده‌است، تأثیر GUP روی ویژگی‌های ترمودینامیکی ستارگان فشرده با دو جزء مختلف به تازگی مورد مطالعه قرار گرفته‌اند. تاوفیک ات آل. متوجه شد که وجود اصلاح جاذبهٔ کوانتومی تمایل دارد بر فروریختگی ستارگان مقاومت کند اگر پارامتر GUP مقدارهای بین معیار پلنک و معیار الکتروضعیف را بگیرد. در مقایسه با دیگر روش‌ها، مشخص شد که شعاع ستارگان فشرده بایستی کوچکتر باشد و افزایش انرژی، شعاع ستارگان فشرده را کاهش می‌دهد.

## ستارگان بیگانه
یک ستارهٔ بیگانه ستارهٔ فشرده ایست که از چیزهایی به جز الکترون‌ها، پروتون‌ها، و نوترون‌ها تشکیل شده‌است و در برابر فروریختگی ناشی از جاذبه توسط فشار انحطاط یا ویژگی‌های کوانتومی دیگر در تعادل قرار گرفته‌اند. این‌ها شامل ستارگان عجیب (تشکیل یافته از مادهٔ عجیب) و گونه بیشتر توصیفی ستارگان پرونی (متشکل از پرون‌ها) است.
ستارگان بیگانه تا حد زیادی بر مبنای نظری هستند، اما مشاهدات منتشر شده توسط رصدخانه اشعه ایکس چاندرا در ۱۰ آپریل ۲۰۰۲ دو نامزد برای ستارگان عجیب شناسایی کرد، به نام‌های آرایکس جی۱۸۵۶٫۵-۳۷۵۴ و ۳سی ۵۸، که قبلاً تصور می‌شد ستارگان نوترونی هستند. بر پایهٔ قوانین شناخته شده فیزیک، اولی بسیار کوچک‌تر و دومی بسیار سردتر از آن چیزی که باید باشند ظاهر شدند که این را می‌رساند که آن‌ها از ماده چگال تر از نوترونیم تشکیل یافته‌اند. اما، این مشاهدات با شک و تردید از جانب پژوهشگرانی رو به رو شد که می‌گفتند نتایج قاطع نبود.

### ستارگان کوارکی و ستارگان عجیب
اگر نوترون‌ها به مقدار کافی در دمایی بالا فشرده شوند، به اجزایشان، کوارک‌ها تجزیه خواهند شد و چیزی که به عنوان مادهٔ کوارک شناخته می‌شود شکل می‌یابد. در این حالت، ستاره بیشتر فشرده شده و چگال تر می‌گردد، اما به جای فروریزش تمام به یک سیاه چاله، این امکان هست که شاید ستاره خود را پایدار نگه داشته و برای مدتی تا آنجا که جرم بیشتری به آن اضافه نگردد در این حالت باقی بماند. چنین ستاره تا حدودی به شکل یک هسته عظیم در آمده‌است. یک ستاره در این حالت مفروض، یک ستارهٔ کوارکی یا به‌طور خاص یک ستاره عجیب نامیده می‌شود. تپ اخترهای آرایکس جی۱۸۵۶٫۵-۳۷۵۴ و ۳سی ۵۸ به عنوان ستارگان کوارکی احتمالی پیشنهاد شده‌اند. اعتقاد بر این است که بسیاری از ستارگان نوترونی هسته‌ای از مادهٔ کوارکی دارند، اما ثابت شده‌است که مشخص کردن این از طریق مشاهده، دشوار است.

### ستارگان پرونی
یک ستارهٔ پرونی گونه‌ای مفروض از ستارهٔ فشردهٔ متشکل از پرون هاست، گروهی از ذرات زیراتمی فرضی. پیش‌بینی می‌شود که ستارگان پرونی چگالی‌های عظیمی متجاوز از 1023 کیلوگرم بر مترمکعب دارا باشند – میانه ستارگان کوارکی و سیاه چاله‌ها. ستارگان پرونی می‌توانند از انفجارهای ابرنواختر یا انفجار بزرگ سرچشمه گرفته باشند؛ اما، مشاهدات کنونی از شتاب دهنده‌های ذرات، بر ضد وجود پرون‌ها سخن می‌گوید.

### ستارگان کیو
ستارگان کیو ستارگان نوترونی فشردهٔ فرضی و سنگین تر هستند، با ماده‌ای از حالتی ناشناخته که تعداد ذرات حفظ شده‌است. ستارگان کیو "خاکستری چاله" هم نامیده می‌شوند.

### ستارگان الکتروضعیف
یک ستارهٔ الکتروضعیف نوعی فرضی از ستارهٔ بیگانه است، به گونه‌ای که توسط فشار تشعشع به وجود آمده از سوزش الکتروضعیف، که انرژی آزاد شده از تبدیل کوارک‌ها به لپتون‌ها از طریق نیروی الکتروضعیف است، از فروپاشی ستاره بر اثر جاذبه جلوگیری می‌شود. این فرایند در حجمی در هسته ستاره تقریباً به بزرگی یک سیب رخ می‌دهد که جرمی به اندازه دو کره زمین را داراست.

### ایده‌های دیگر
- ستارهٔ بوسون

## سیاه چاله‌ها

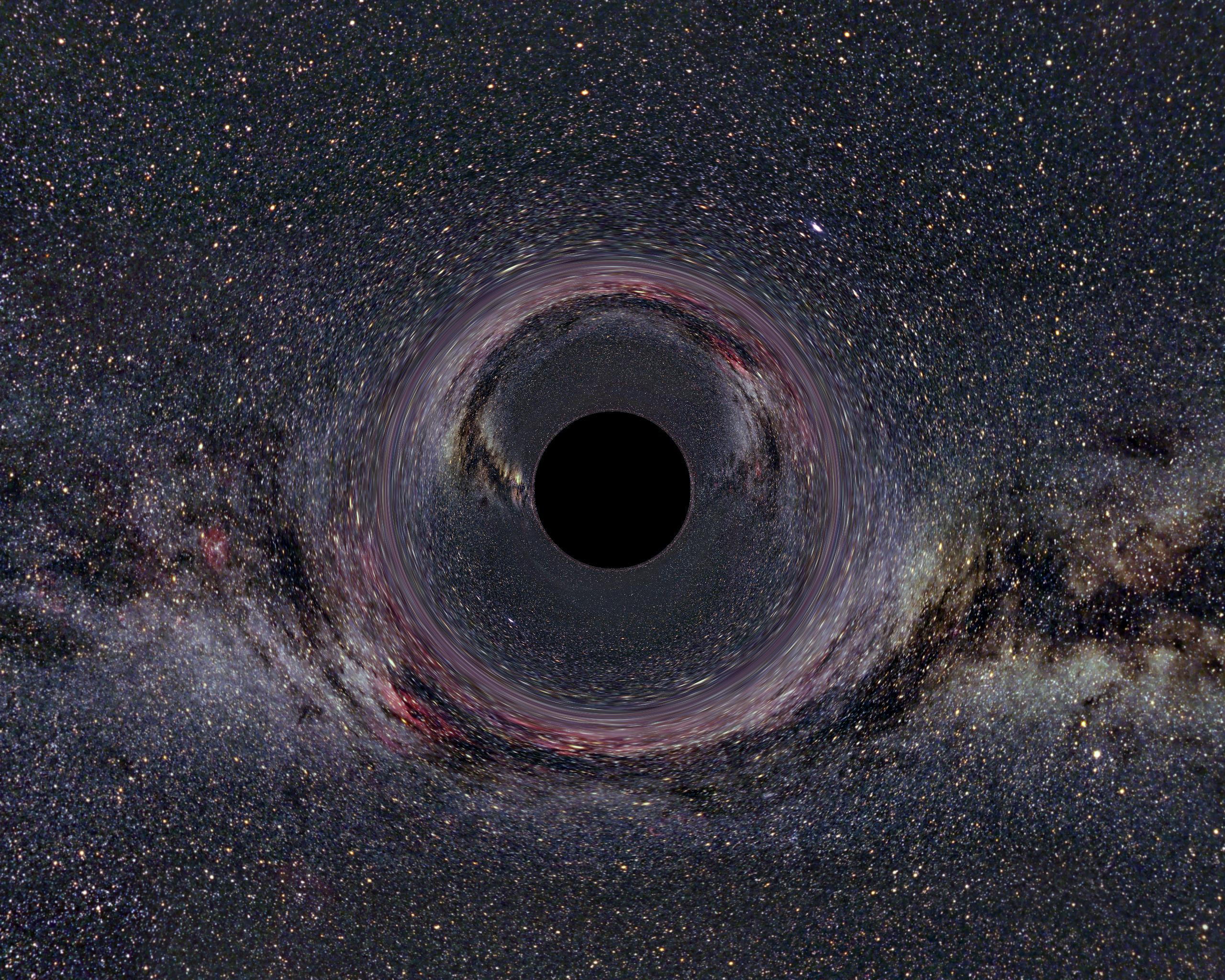
یک سیاه چاله شبیه‌سازی شده با ده مرتبه از جرم خورشید، در فاصلهٔ ۶۰۰ کیلومتری.

با انباشته شدن جرم بیشتر، تعادل در برابر فروریزش جاذبه‌ای به نقطهٔ شکست می‌رسد. فشار ستاره برای مقابله با جاذبه نارساست و فروریزشی فاجعه بار بر اثر جاذبه در چند میلی‌ثانیه رخ می‌دهد. سرعت گریز روی سطح که از قبل ۱/۳ سرعت نور بود، به زودی به سرعت نور می‌رسد. هیچ انرژی یا ماده‌ای نمی‌تواند فرار کند: سیاه چاله ای خلق شده‌است. تمامی نورها در حصار افق رویداد به دام خواهند افتاد، و نتیجتا یک سیاه چاله واقعا سیاه نمایان می‌شود، به جز در مورد امکان تابش هاوکینگ. به نظر می‌رسد فروریختن همچنان ادامه خواهد داشت.
در نظریه کلاسیک نسبیت عام، یک انفراد گرانشی تشکیل خواهد شد که بیش از نقطه ای را اشغال نمی‌کند. شاید وقفه جدیدی در فروریزش ناگهانی در اندازه‌ای قابل مقایسه با طول پلانک وجود داشته باشد، اما در چنین اندازه‌هایی نظریهٔ گرانشی شناخته شده‌ای برای پیش‌بینی چیزی که اتفاق خواهد افتاد وجود ندارد. اضافه کردن جرم بیشتر به سیاه چاله موجب رشد خطی شعاع افق رویداد با جرم انفراد مرکزی خواهد شد. این موجب تغییرات معینی در ویژگی‌های سیاه چاله خواهد بود، از قبیل کاهش فشار جزر و مدی نزدیک افق رویداد، و کاهش قدرت میدان گرانشی در افق. اما، دیگر تغییرات کیفی فراتری در ساختار، در ارتباط با افزایش جرم وجود نخواهد داشت.

### مدل‌های جایگزین سیاه چاله
- توپ پشمالو
- ستارهٔ جاذب
- ستارهٔ انرژی تاریک
- ستارهٔ سیاه
- شیء مغناطیسی فروریز ابدی
- ستارهٔ تاریک
- سیاه چاله‌های ازلی